# (4638) Estens
(4638) Estens est un astéroïde de la ceinture principale.

## Description
(4638) Estens est un astéroïde de la ceinture principale. Il fut découvert le 2 mars 1989 à Siding Spring par Robert H. McNaught. Il présente une orbite caractérisée par un demi-grand axe de 2,19 UA, une excentricité de 0,09 et une inclinaison de 3,5° par rapport à l'écliptique.

## Compléments